# (14182) Alley
(14182) Alley est un astéroïde de la ceinture principale.

## Description
(14182) Alley est un astéroïde de la ceinture principale. Il fut découvert le 21 novembre 1998 à Socorro (Nouveau-Mexique) par le projet LINEAR. Il présente une orbite caractérisée par un demi-grand axe de 2,32 UA, une excentricité de 0,14 et une inclinaison de 5,9° par rapport à l'écliptique.

## Compléments